# Brigham Young University Men's Volleyball
La Brigham Young University Men's Volleyball è la squadra di pallavolo maschile appartenente alla Brigham Young University, avente sede a Provo e militante nella NCAA Division I.

## Storia
La squadra di pallavolo maschile della Brigham Young University inizia le proprie attività nel 1990, anno di adesione alla NCAA Division I. Il primo allenatore del programma è Carl McGown, che guida la squadra per ben tredici anni. Nei primi anni della loro storia i Cougars non riescono mai a qualificarsi per la post-season.
La prima partecipazione alla Final Four arriva nella Division I NCAA 1999, dopo la vittoria del titolo di Conference: in semifinale i Cougars battono per 3-1 i Nittany Lions della Pennsylvania State University, ma fanno ancora meglio in finale, sconfiggendo con un secco 3-0 i 49ers della California State University, Long Beach; Ossie Antonetti viene premiato come Most Outstanding Player della Final Four, mentre Ryan Millar viene inserito nell'All-Tournament Team.
Il secondo titolo nazionale arriva nella NCAA Division I 2001. In semifinale i Cougars incontrano ancora i Nittany Lions, vincendo nuovamente per 3-1. Nella finale per il titolo arriva il trionfo per 3-0 contro i Buins della University of California, Los Angeles; Mike Wall è il Most Outstanding Player, mentre Hector Lebron e Joaquin Acosta vengono inseriti nell'All-Tournament Team.
Nella Division I NCAA 2003 il programma viene affidato a Tom Peterson e raggiunge la sua terza Final Four: l'avversaria in semifinale è ancora una volta Penn State ed ancora una volta vincono i Cougars, imponendosi con un netto 3-0, mentre nell'incontro finale affrontano la Lewis University, perdendo solo dopo cinque combattuti set; Rafael Paal e Jonathan Alleman fanno parte dell'All-Tournament Team.
Nel campionato successivo il programma vince il suo terzo titolo, battendo in semifinale la Lewis University nella rivincita della finale precedente con un netto 3-0, mentre in finale la vittoria arriva solo ai vantaggi del quinto set contro la California State University, Long Beach; Carlos Moreno viene eletto Most Outstanding Player, mentre Fernando Pessoa fa parte dell'All-Tournament Team.
Le otto stagioni consecutive sono caratterizzate da numerosi avvicendamenti in panchina: nel campionato 2007 gli assistenti allenatori Ryan Millar e Shawn Patchell prendono il posto di Peterson sulla panchina dei Cougars, ma nelle successive tre stagioni resta il solo Patchell; nella Division I NCAA 2011 la panchina viene affidata ad interim dal Rob Neilson, sostituito nella stagione successiva da Chris McGown, figlio del coach Carl. Nella stagione 2013 i Cougars tornano in post-season: in semifinale hanno la meglio per l'ennesima volta su Penn State, ma in finale cedono nettamente per 3-0 alla University of California, Irvine; Taylor Sander e Benjamin Patch vengono inseriti nell'All-Tournament Team.

## Palmarès
- NCAA Division I: 3

1999, 2001, 2004
- Mountain Pacific Sports Federation: 5

1999, 2003, 2004, 2013, 2014

## Allenatori
- 1990-2002: Carl McGown
- 2003-2006: Tom Peterson
- 2007: Ryan Millar/Shawn Patchell
- 2008-2010: Shawn Patchell
- 2011: Rob Neilson
- 2012-: Chris McGown